# Josh Pierson
Josh Pierson (Portland, Oregon, 14 februari 2006) is een Amerikaans autocoureur.

## Carrière
Pierson begon zijn autosportcarrière in het karting in 2013. In 2015 werd hij tweede in de Motorsports Development Group Micro Max-klasse van de Challenge of the Americas en in 2016 won hij de Rotax Micro Max-klasse van de Florida Winter Tour. Verder werd hij in 2019 derde in de X30 Junior-klasse van de SKUSA Pro Tour.
In 2020 stapte Pierson over naar het formuleracing en nam hij deel aan de U.S. F2000 voor het team Exclusive Autosport. Twee tiende plaatsen op het New Jersey Motorsports Park waren zijn beste klasseringen, waardoor hij met 57 punten twintigste werd in de eindstand. Ook nam hij voor het team lovation, TransUnion deel aan twee raceweekenden van de F1600 Championship Series, die allebei plaatsvonden op het Pittsburgh International Race Complex. In het tweede weekend behaalde hij twee podiumplaatsen.
In 2021 reed Pierson enkel in de U.S. F2000 bij het team Pabst Racing. Hij behaalde twee podiumplaatsen op zowel het Barber Motorsports Park als de Indianapolis Motor Speedway en voegde hier later in het seizoen op Road America nog een podiumfinish aan toe. Met 291 punten werd hij achter Kiko Porto, Michael d'Orlando en Yuven Sundaramoorthy vierde in het klassement.
In 2022 stapte Pierson over naar de enduranceracerij. Hij begon het jaar in de LMP2-klasse van de Asian Le Mans Series, waarin hij voor United Autosports deelnam aan het tweede weekend op het Yas Marina Circuit. Hij deelde de auto met Paul di Resta en won beide races in dit weekend, maar hij was ingeschreven als gastcoureur en ontving zodoende geen kampioenschapspunten. Vervolgens reed hij een dubbel programma in de LMP2-klasse van zowel het FIA World Endurance Championship als het IMSA SportsCar Championship bij respectievelijk United en PR1/Mathiasen Motorsports. Zodoende werd hij dat jaar op zestienjarige leeftijd ook de jongste coureur die ooit in de 24 uur van Le Mans uitkwam. In het WEC deelde hij de auto met Di Resta, Oliver Jarvis en Alex Lynn en won hij direct de eerste race op de Sebring International Raceway, waarmee hij de jongste racewinnaar ooit in het WEC werd. Ook in de seizoensfinale op het Bahrain International Circuit kwam hij op het podium terecht. Met 113 punten werd hij derde in het klassement. In de IMSA behaalde hij in de seizoensfinale tijdens de Petit Le Mans zijn enige podiumfinish. Met 1809 punten werd hij zesde in het kampioenschap.
In 2023 blijft Pierson actief in het WEC en de IMSA; in het WEC blijft hij bij United, maar in de IMSA stapt hij over naar het nieuwe team TDS Racing. Daarnaast keert hij dat jaar ook terug in de eenzitters en debuteert hij in de Indy NXT bij het team HMD Motorsports; hij rijdt hierin enkel de races die niet samenvallen met zijn activiteiten in de enduranceracerij. Tevens werd hij aangesteld als ontwikkelingscoureur bij het IndyCar-team Ed Carpenter Racing.